# Nick Papadakis
Nick Papadakis (Atene, 6 marzo 1943) è un ex calciatore greco naturalizzato canadese, di ruolo attaccante.

## Biografia
Nato in Grecia, si trasferì in Canada, ottenendone anche la nazionalità. Anche il fratello Alec fu un calciatore professionista, suo compagno di squadra sia presso gli Hartwick Hawks che gli Atlanta Chiefs.

## Carriera

### Club
Formatosi nella selezione calcistica dell'Hartwick College, venendo inserito nel famedio sportivo dell'istituto nel 1995, Papadakis inizia la carriera professionale nell'Atlanta Chiefs, con cui vince la prima edizione della NASL nel 1968.
Nello stesso anno passa al Washington Darts, con cui vince l'American Soccer League 1968.
Ritornato ad Atlanta, gioca con gli Chiefs sino al 1973, anno in cui cambiò denominazione in Apollos, raggiungendo il secondo posto nella stagione 1969 e le finali nell'edizione 1971
Nelle finali del 1971, Papadakis giocò per gli Chiefs tutte e tre le sfide contro i texani del Dallas Tornado.
Nel 1975 gioca a indoor soccer con i T.B. Rowdies.

### Nazionale
Naturalizzato canadese, Papadakis giocò quattro incontri segnando due reti con la nazionale di calcio del Canada durante le qualificazioni al campionato mondiale del 1968.

## Statistiche

### Cronologia presenze e reti in nazionale
| Cronologia completa delle presenze e delle reti in nazionale ― Canada | Cronologia completa delle presenze e delle reti in nazionale ― Canada | Cronologia completa delle presenze e delle reti in nazionale ― Canada | Cronologia completa delle presenze e delle reti in nazionale ― Canada | Cronologia completa delle presenze e delle reti in nazionale ― Canada | Cronologia completa delle presenze e delle reti in nazionale ― Canada | Cronologia completa delle presenze e delle reti in nazionale ― Canada | Cronologia completa delle presenze e delle reti in nazionale ― Canada |
| Data                                                                  | Città                                                                 | In casa                                                               | Risultato                                                             | Ospiti                                                                | Competizione                                                          | Reti                                                                  | Note                                                                  |
| --------------------------------------------------------------------- | --------------------------------------------------------------------- | --------------------------------------------------------------------- | --------------------------------------------------------------------- | --------------------------------------------------------------------- | --------------------------------------------------------------------- | --------------------------------------------------------------------- | --------------------------------------------------------------------- |
| 6-10-1968                                                             | Toronto                                                               | Canada                                                                | 4 – 0                                                                 | Bermuda                                                               | Qual. Mondiali 1970                                                   | 2                                                                     |                                                                       |
| 17-10-1968                                                            | Toronto                                                               | Canada                                                                | 4 – 2                                                                 | Stati Uniti                                                           | Qual. Mondiali 1970                                                   | -                                                                     | 78’                                                                   |
| 20-10-1968                                                            | Devonshire                                                            | Bermuda                                                               | 0 – 0                                                                 | Canada                                                                | Qual. Mondiali 1970                                                   | -                                                                     |                                                                       |
| 27-10-1968                                                            | Atlanta                                                               | Stati Uniti                                                           | 1 – 0                                                                 | Canada                                                                | Qual. Mondiali 1970                                                   | -                                                                     |                                                                       |
| Totale                                                                |                                                                       | Presenze                                                              | 4                                                                     |                                                                       | Reti                                                                  | 2                                                                     |                                                                       |

## Palmarès

### Club
- Campionato NASL: 1

Atlanta Chiefs: 1968
- American Soccer League: 1

Washington Darts: 1968